# Međunarodno društvo za organizaciju znanja
Međunarodno društvo za organizaciju znanja (izvorno International Society for Knowledge Organization (ISKO)) međunarodno je znanstveno društvo koje se bavi istraživanjem organizacije znanja.

## Društvo
Osnovano je 1989. godine i trenutačno ima preko 500 članova u 48 državâ, a neke od njih su: Argentina, Australija, Austrija, Brazil, Francuska, Hrvatska, Indija, Izrael, Južnoafrička Republika, Kanada, Luksemburg, Nizozemska, Njemačka, Papua Nova Gvineja, Rumunjska, SAD, Slovačka, Španjolska, Tajland, Ujedinjeno Kraljevstvo i dr. 
Područje organizacije znanja promatra metode i sisteme za razvrstavanje informacijâ i znanja, npr. bazâ podataka, knjižnicâ, rječnika, enciklopedijâ, taksonomijâ, klasifikacijâ, wikija. Zbog interdisciplinarnosti predmeta organizacije znanja, članovi potječu iz različitih znanstvenih područja poput informacijskih znanosti, informatike, lingvistike, filozofije i dr.

## Djelatnosti
- Održavanje internacionalnih konferencijâ svake dvije godine
- Održavanje nacionalnih i regionalnih konferencijâ o posebnim temama
- Izdavanje znanstvenog časopisa Knowledge Organization (KO) koji je prije imao naziv International Classification, a osnovan je 1974. godine
- Izdavanje neperiodičnih časopisa Advances in Knowledge Organization (AKO) i Knowledge Organization in Subject Areas (KOSA)
- Zahtjev za razmjenom informacijâ između članova preko ISKO News newsletter-a.

## Vanjske poveznice
- International Society for Knowledge Organization (ISKO)
- isko.org